# Cambira
Cambira is een gemeente in de Braziliaanse deelstaat Paraná. De gemeente telt 7.142 inwoners (schatting 2009).

## Aangrenzende gemeenten
De gemeente grenst aan Apucarana, Jandaia do Sul, Mandaguari, Marumbi en Novo Itacolomi.

## Verkeer en vervoer
De plaats ligt aan de weg BR-369/BR-376/BR-466.